# United States Foreign Intelligence Surveillance Court

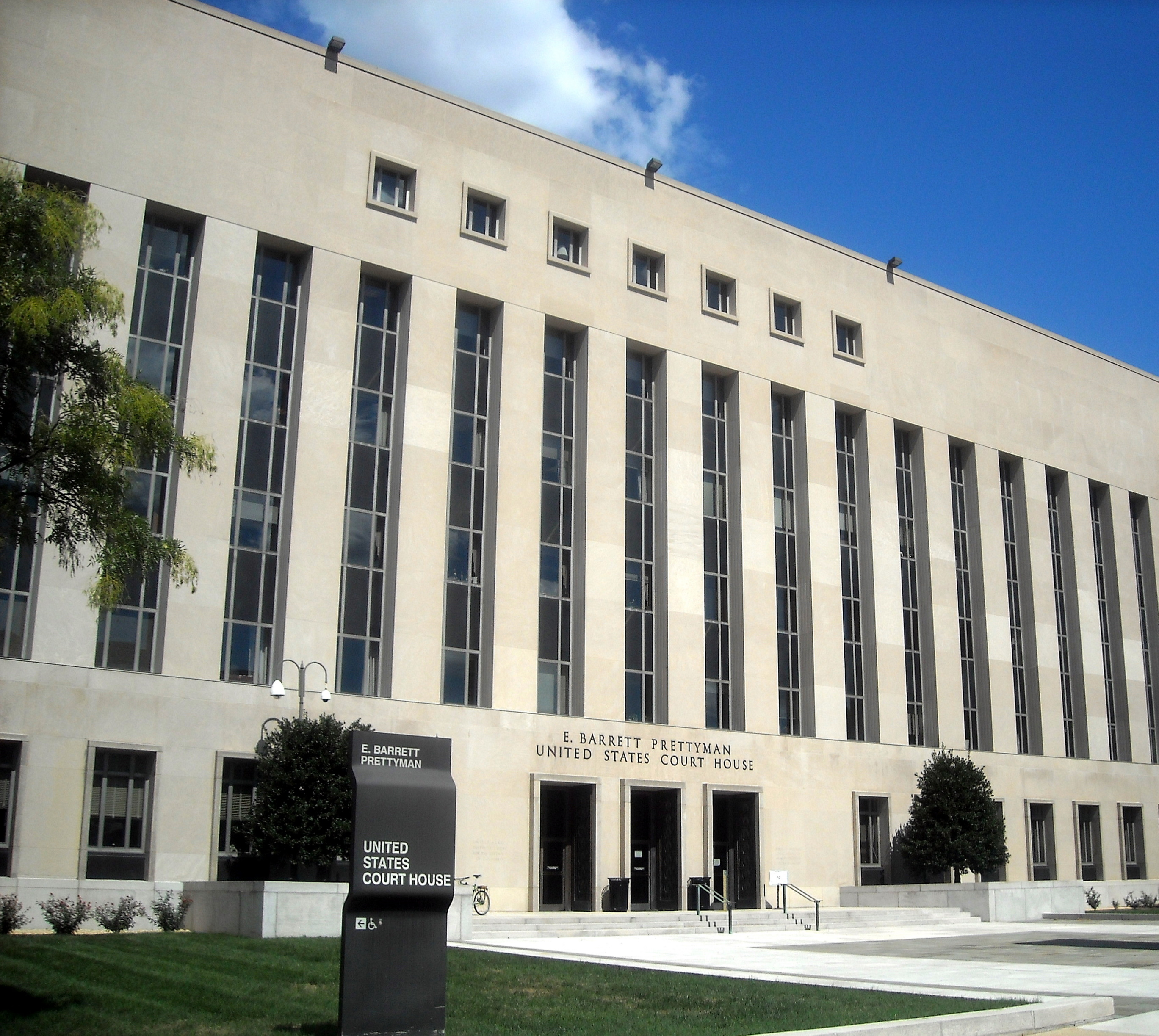
E. Barrett Prettyman Federal Courthouse i Washington, D.C. är säte för United States Foreign Intelligence Surveillance Court.

The United States Foreign Intelligence Surveillance Court (FISC) är en amerikansk federal domstol som skapades 1978 genom The Foreign Intelligence Surveillance Act. Domstolen (och lagstiftningen) kom till som en följd av en rapport från the Senate Select Committee to Study Governmental Operations with Respect to Intelligence Activities år 1978.

## Process
Varje förfrågan om avlyssningstillstånd skickas till en av domarna i domstolen, och detta måste göras varje gång så länge inte USA:s justitieminister bedömer att det är ett nödläge. I så fall kan justitieministern sanktionera elektronisk övervakning utan att tillfråga FISC. Dock måste antingen ministern eller en av denne utvald person uppmärksamma en FISC-domare att så är fallet inom 72 timmar från det att avlyssningstillståndet delats ut.
Skulle ett avlyssningstillstånd nekas av en av domarna, kan inte staten tillfråga en av de andra domarna om samma ärende, dock kan de skicka en förfrågan till The Foreign Intelligence Surveillance Court of Review och be dem granska fallet.
Det är ytterst ovanligt att en förfrågan nekas. På 33 år har blott 11 av 33,942 stycken förfrågningar nekats – endast 0,03 %.

## Funktion
Domstolens funktion är att behandla förfrågningar från olika statliga byråer, såsom NSA och FBI, om att avlyssna personer som misstänks vara utländska agenter på amerikansk mark, inte olikt det polisen måste göra för att avlyssna i vanliga rättsprocesser. Då det bara är en sida av fallet som hörs, i det här fallet regeringen, och domstolen samtidigt behandlar alla fall bakom lyckta dörrar, kan avlyssningstillstånd delas ut till vem som helst utan någon insyn.

## Struktur
De sju lagmännen tjänstgjorde initialt på icke-förnyelsebara sjuårsmandat, och reste till Washington D.C., för att ta del av avlyssningsförfrågningar på rotationsbasis. För att säkerställa att domstolen kan sammanträda på kort tid, var en av domarna tvungna sitta i District of Columbias distriktsdomstol. Ett kontrollorgan etablerades samtidigt som domstolen, The Foreign Intelligence Surveillance Court of Review, som består av tre federala domare utsedda av USA:s chefsdomare. Kontrollorganets uppgift är att granska FISC:s beslut.
Då FISC oftast fogat sig efter förfrågningar om utlämning av handlingar till regeringen, sammanträdde kontrollorganet för första gången 2002, på grund av the USA Patriot Act, som kom till 2001. I den nya lagen fastslogs det att FISC kunde tillåta avlyssningar under längre tidsperioder, samt att domarna skulle bli fler, från sju till elva stycken. Lagmännen måste komma från sju stycken olika juridiska distrikt, minst tre domare måste bo inom 32 km (20 mi) från Washington D.C.